# Луций Фурий Медулин (консул 413 пр.н.е.)
Вижте пояснителната страница за други значения на Луций Фурий Медулин.
Луций Фурий Медулин (на латински: Lucius Furius Medullinus) e политик на Римската република.
През 413 пр.н.е. той е консул и се бие против волските. През 409 пр.н.е. той е отново консул и се бие против волските и еквите.